# エジプトへの逃避途上の休息のある風景 (ロラン)
『エジプトへの逃避途上の休息のある風景』（エジプトへのとうひとじょうのきゅうそくのあるふうけい、露: Пейзаж со сценой отдыха на пути в Египет、英: Landscape with the rest on the Flight into Egypt）は、17世紀フランスの巨匠クロード・ロランが1661年にキャンバス上に油彩で制作した風景画である。聖母マリアの下に「CLAVDIO. IVF. ROM[AE] 1661」と画家の署名と制作年が記されている。アントウェルペンの市民アンリ・ファン・ハルマレ (Henri van Halmale) によって発注された。1783年にヘッセン＝カッセル方伯ヴィルヘルム8世の所有となったが、ジョゼフ・ラグランジュ (Joseph Lagrange) 将軍により没収され、1806年にナポレオン1世の皇后ジョゼフィーヌ・ド・ボアルネに献上された。1814年には、ロシア皇帝アレクサンドル1世の所有となり、次いでサンクトペテルブルクのエルミタージュ美術館に移され、現在も同美術館に所蔵されている。この風景画は、同じくエルミタージュ美術館に所蔵される『トビアスと大天使ラファエルのいる風景』 (1663年) の対作品となっている。

## 背景
クロード・ロランはイタリアで自身を確立した画家である。バロック期の画家であるが、フランス古典主義の潮流の中で風景画に優れていた。クロードは、自身の絵画に古典を参照した「理想的風景画」という新しい概念を反映させた。これは、理想化された自然と画家の内面世界を表すものである。こうした風景は、自然により精緻で知的な性格を与えたもので、画家の創造の主な対象となった。それはまた、画家の世界観を実体化する対象、および画家の詩情を解釈する対象ともなり、理想的で完璧な空間を想起させる。

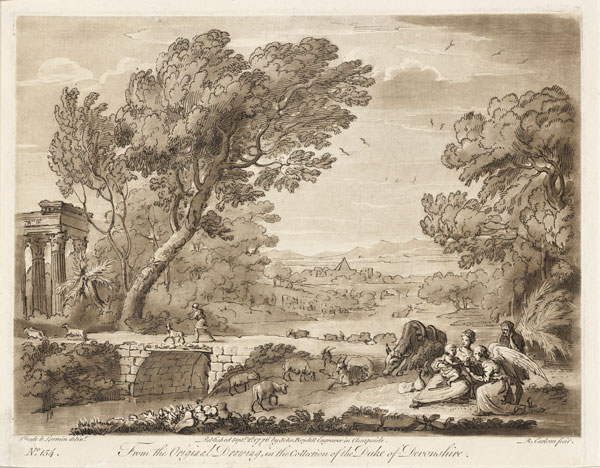
『真実の書』の素描154番

本作は、贋作を防ぐためにクロードが自身の絵画を素描として記録した『真実の書』(大英博物館、ロンドン) に第154番の素描として記載されている。素描のそばに２つの銘文があるが、1つ目はこの絵画に対応しており、「アントウェルペンの[…] (ハルマレ) 氏のために＝pour Anvers mr h[...] (Halmare)」とある。2つ目の銘文は、「1675年3月6日に、私は同じものを小さなキャンバスで私のカンセ (Canse) に制作した (Audy 6 mars 1675io facto le même A monr Canse en petit toile) 」とあるが、これはローマ教皇の役人フランチェスコ・カンセーリ (Francesco Canseri) のために1675年に制作した複製 (現存しない) のことを指している。
この絵画のための3点の準備素描がロッテルダムのボイマンス・ヴァン・ベーニンゲン美術館、ロンドンの大英博物館、ウィーンのアルベルティーナに所蔵されている。また、1812年にラヌッチ (Ranucci) が制作した複製の絵画がドイツのマインツ地方美術館に所蔵されている。

## 主題

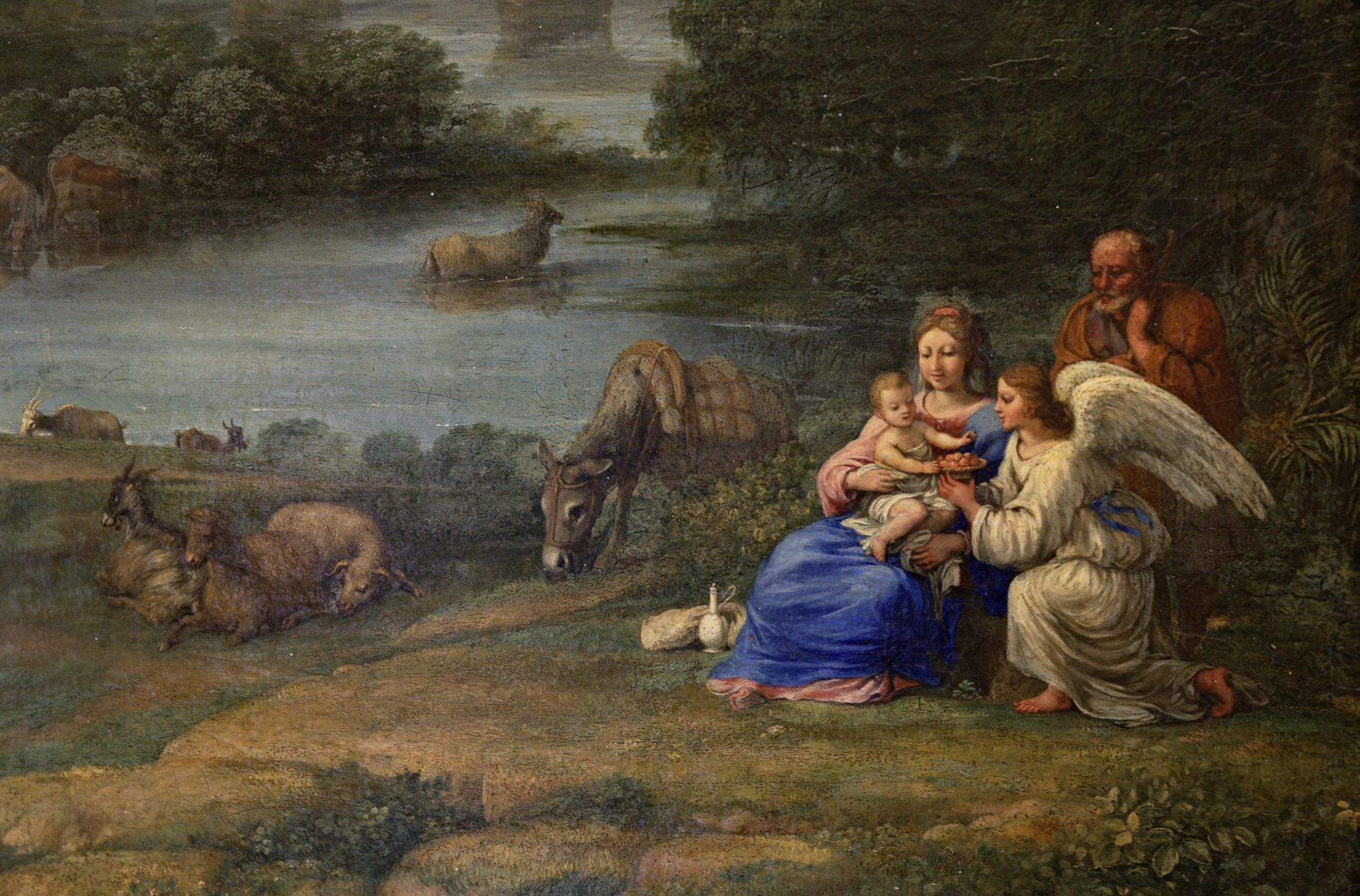
聖家族と天使を表した絵画の部分

主題は、イエス・キリストのエジプトへの逃避の逸話を表しており、『新約聖書』の「マタイによる福音書」 (2章13-15) から採られている。イエスの誕生の後に、天使が聖ヨセフの夢に現れ、ヘロデ大王が幼児虐殺でイエスを殺そうとしているので、ヨセフに聖母マリア、イエスとともにエジプトに逃げるように命じる。聖家族はエジプトに滞在するが、ヘロデ大王が死去すると、ガリラヤのナザレに定住する。この主題はしばしば美術で取り上げられ、ジョット、ドゥッチョ・ディ・ブオニンセーニャ、フラ・アンジェリコ、クラナッハ、デューラー、ティントレット、ヴィットーレ・カルパッチョ、ヘラルト・ダヴィト、ヨアヒム・パティニール、エル・グレコ、カラヴァッジョ、アダム・エルスハイマー、レンブラント、ヤーコプ・ヨルダーンス、プッサン、ムリーリョなどの画家たちがこの主題の作品を描いている。

## 作品
この絵画は画家の円熟期のものである。1660年代にクロードは古典的な厳粛さを捨て、より個人的で主観的な様式に変わったが、それは、何人かの研究者たちがロマン主義の先駆けと定義する自然の概念を反映したものである。
風景が画面のほとんど全体を占めている。前景右側には、ヨセフ、聖母マリア、幼子イエスが彼らを導く天使とともに表されている。その横には、彼らを乗せるロバがヤギやヒツジとともに草を食んでいるようである。画面中央下部では、川の上の橋を犬を連れた羊飼いが渡っている。左側には、廃墟となったコリント式列柱が見える。画面中景の中央には川が流れており、その浅瀬を動物たちが渡っている。さらに奥のもう1つの橋の背後には、山のある 風景が広がっている。画面上部の左右には非常に背の高い木々が立ち、それらの背後の空は雲に覆われている。これらのモティーフは、古代ローマの叙事詩人のウェルギリウスの世界を想起させるもので、クロードの作品にしばしば登場する。

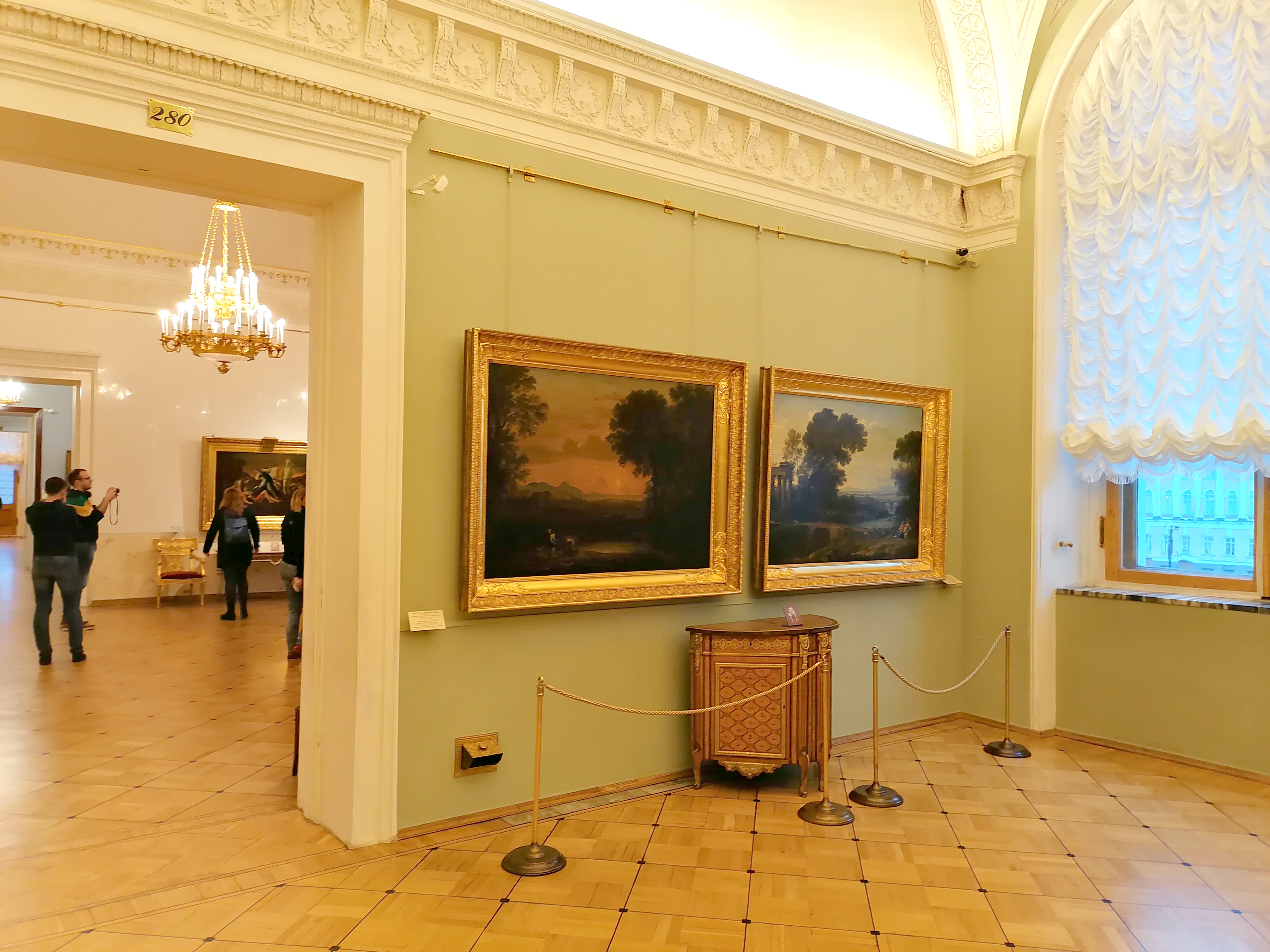
エルミタージュ美術館の第280室で並べて展示されている『エジプト逃避途上の休息のある風景』 (右) と『トビアスと大天使ラファエルのいる風景』 (左)

18世紀以来、この絵画は、ほかの3点の絵画とともに伝統的に「一日の4つの時間」と呼ばれてきた。すなわち、朝を表すとされる『井戸のそばのヤコブ、ラケル、レアのいる風景』 (1666年) 、昼を表すとされる本作『エジプト逃避途上の休息のある風景』 (1661年) 、夕方を表すとされる『トビアスと大天使ラファエルのいる風景』 (1663年) 、そして夜を表すとされる『天使と闘うヤコブのいる風景』 (1672年) で、すべてエルミタージュ美術館に所蔵されている。しかし、ドレッタ・チェッキ (Doretta Cecchi) によれば、この解釈は誤っている。というのは、これら4点は2対の作品 (『エジプト逃避途上の休息のある風景』と『トビアスと大天使ラファエルのいる風景』の対作品、および『井戸のそばのヤコブ、ラケル、レアのいる風景』と『天使と闘うヤコブのいる風景』の対作品) であり、共通の図像学的意図にもとづくことなしに数年の間隔を空けて制作されたからである。しかも、これらクロードの絵画の一日の正確な時間を特定することは難しく、画家は何の手がかりも残していない。

## 一日の時間を表すとされる作品 (エルミタージュ美術館蔵)

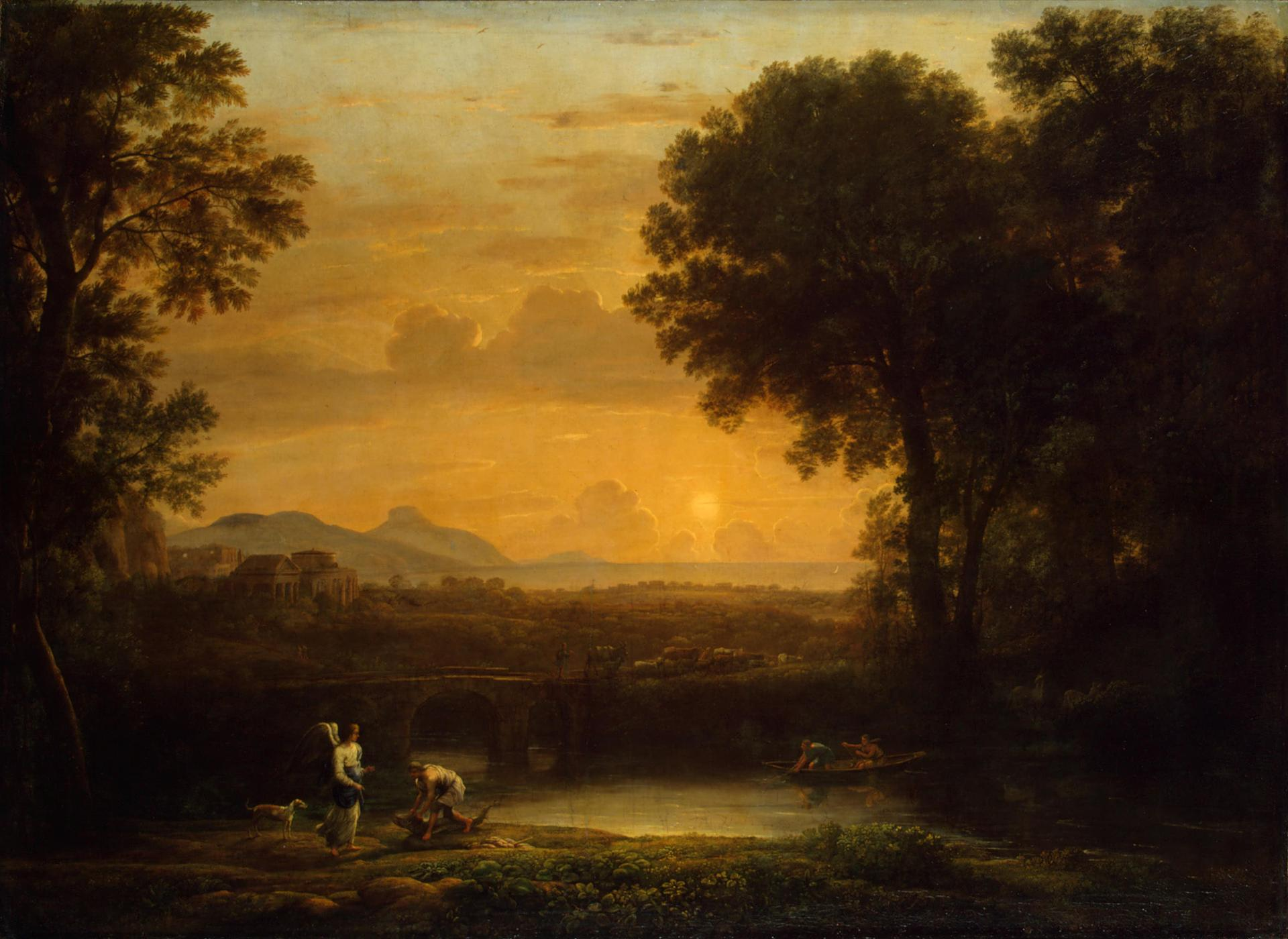
『トビアスと大天使ラファエルのいる風景』 (1663年)
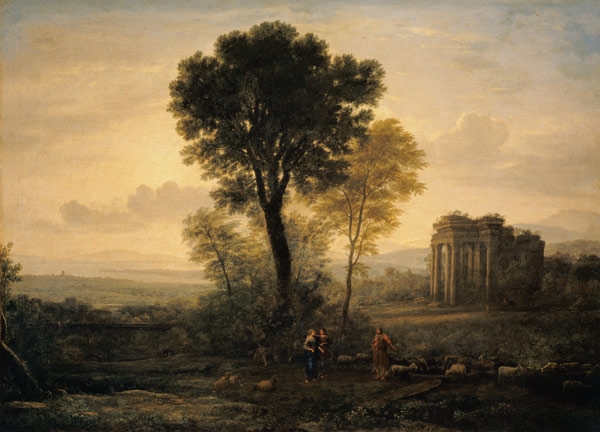
『井戸のそばのヤコブ、ラケル、レアのいる風景』 (1666年)
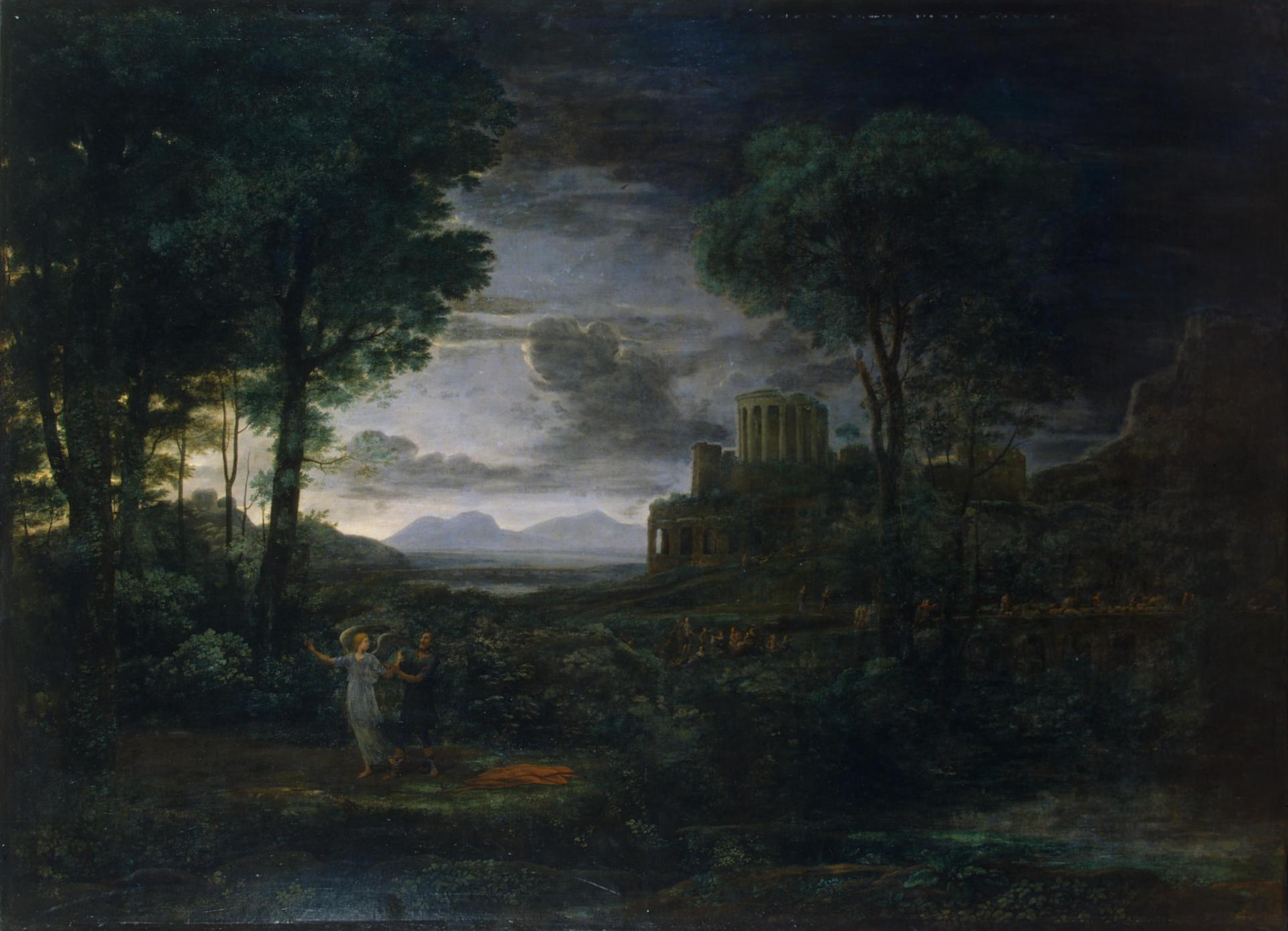
『天使と闘うヤコブのいる風景』 (1672年)